# Flagge der Nördlichen Marianen

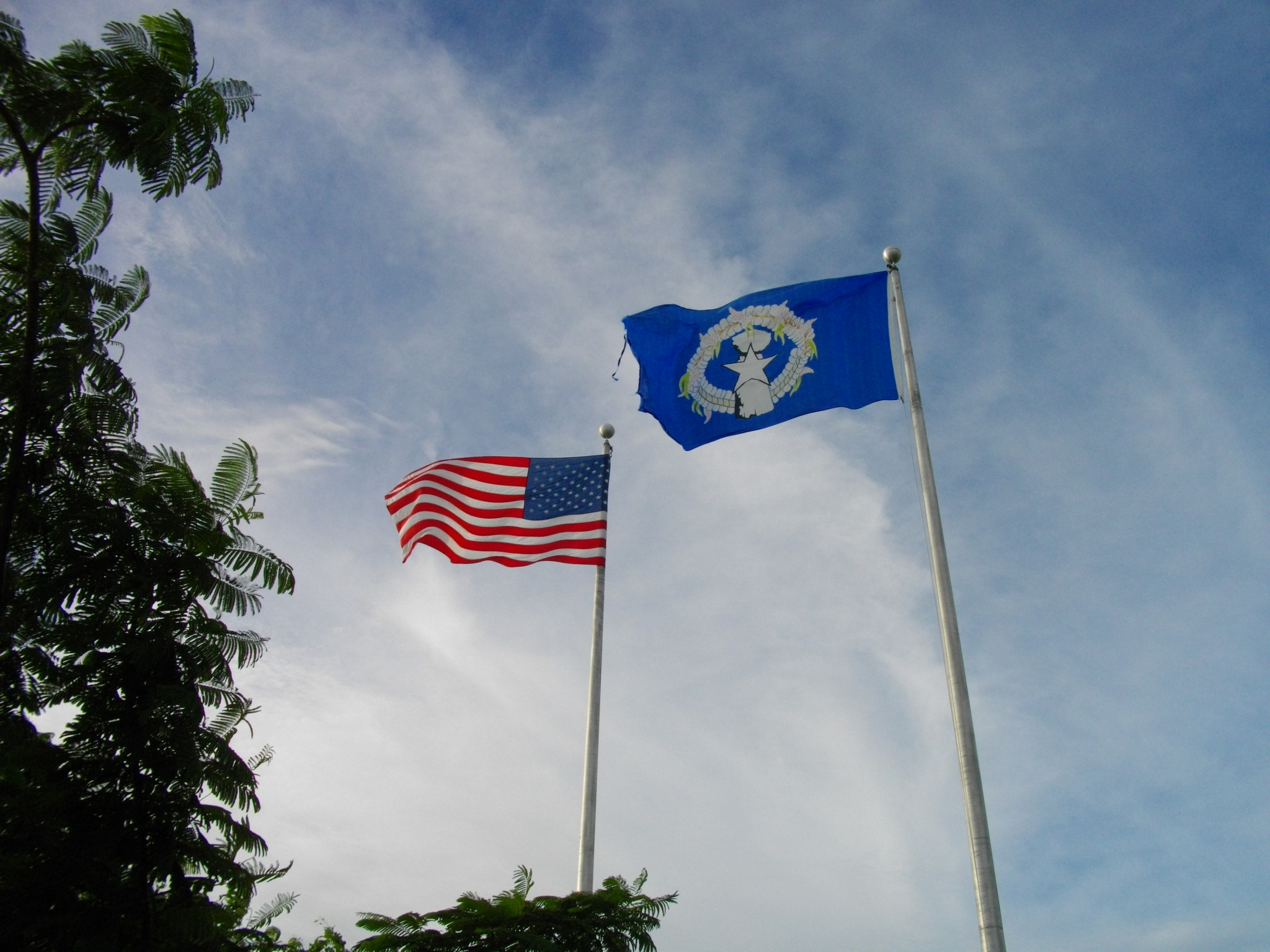
Flagge neben der US-Flagge

Die Flagge der Nördlichen Marianen wurde am 4. Juli 1976 angenommen. Das Seitenverhältnis beträgt 20:39.
Wie auch andere pazifische Staaten (z. B. die Marshallinseln und Nauru) basiert die Flagge des amerikanischen Commonwealth-Territiorriums auf einer blauen Grundfläche, die den Pazifik darstellen soll, und einem weißen Stern, der für die Inseln der Nördlichen Marianen steht. Der Stern befindet sich vor einer Steinsäule (Latte-Stein), die die Kultur des einheimischen Volks der Chamorro symbolisiert. 1989 wurde der Flagge ein Kranz aus Blumen und Muscheln (Lei) hinzugefügt, der ein weiteres Symbol der einheimischen Kultur darstellt. 1991 bis 1995 lag der Kranz über dem Latte-Stein; 1995 nahm die Flagge einen dunkleren Blauton an.

Flagge des Trust Territory of the Pacific Islands; in Verwendung 1965–1972
inoffizielle Flagge 1972–1976; offizielle Flagge 1976–1981
1981–1991